# 아만시오 오르테가

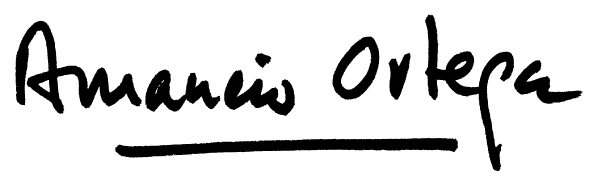
아만시오 오르테가 서명

아만시오 오르테가(스페인어: Amancio Ortega Gaona, 1936년 3월 28일 ~ )는 패션 기업인으로, 인디텍스의 창업자이다.